# Ретвик
Ретвик (на шведски: Rättvik) е град в централна Швеция, лен Даларна. Главен административен център на едноименната община Ретвик. Разположен е на източния бряг на езерото Силян. Намира се на около 230 km на северозапад от столицата Стокхолм и на около 40 km на северозапад от Фалун. Има жп гара. Населението на града е 4686 жители според данни от преброяването през 2010 г.

## Личности
Родени
- Марит Бериман (р. 1975), шведска поппевица